# لتوهاتچی (آلاباما)
لتوهاتچی (به انگلیسی: Letohatchee) یک منطقهٔ مسکونی در ایالات متحده آمریکا است که در آلاباما واقع شده‌است. لتوهاتچی ۹۸٫۱۵ متر بالاتر از سطح دریا واقع شده‌است.